# 4762 Dobrynya
4762 Dobrynya је астероид главног астероидног појаса са средњом удаљеношћу од Сунца која износи 2,357 астрономских јединица (АЈ).
Апсолутна магнитуда астероида је 13,5.